# Derk Welt
Derk Welt, ook Derk Knol Welt, (Usquert, 11 oktober 1835 – aldaar, 19 januari 1925) was een Nederlandse landbouwer en politicus.

## Leven en werk
Welt werd geboren in het Groningse Usquert als zoon van Harm Knol Welt en Grietje Rengers Wiersema. Zijn vader was landbouwer en lid van de Provinciale Staten. Welt trouwde in 1864 met Derkje Egges Huizinga (1836-1900). Hun dochter Martha trouwde met de politicus Jan Westerdijk.
Welt was landbouwer in Usquert en later in Uithuizermeeden. Hij was daarnaast politiek actief; hij was gemeenteraadslid en wethouder (1865-1876) van de gemeente Uithuizermeeden. Van 1876 tot 1888 was hij lid van de Provinciale Staten van Groningen. In dat laatste jaar werd hij benoemd tot lid van de Eerste Kamer der Staten-Generaal, in plaats van H.F. Ebels, die zijn benoeming niet had aangenomen. Welt sprak in de Kamer vooral over landbouw, financiën en waterstaat. Hij werd in 1898 benoemd tot ridder in de Orde van de Nederlandse Leeuw. In 1911, op 75-jarige leeftijd, nam hij afscheid van de Kamer.
Welt overleed op 89-jarige leeftijd; hij werd begraven in Uithuizermeeden.